# Traité de paix éternelle de 1686
 (décembre 2021).
Si vous disposez d'ouvrages ou d'articles de référence ou si vous connaissez des sites web de qualité traitant du thème abordé ici, merci de compléter l'article en donnant les références utiles à sa vérifiabilité et en les liant à la section « Notes et références ».

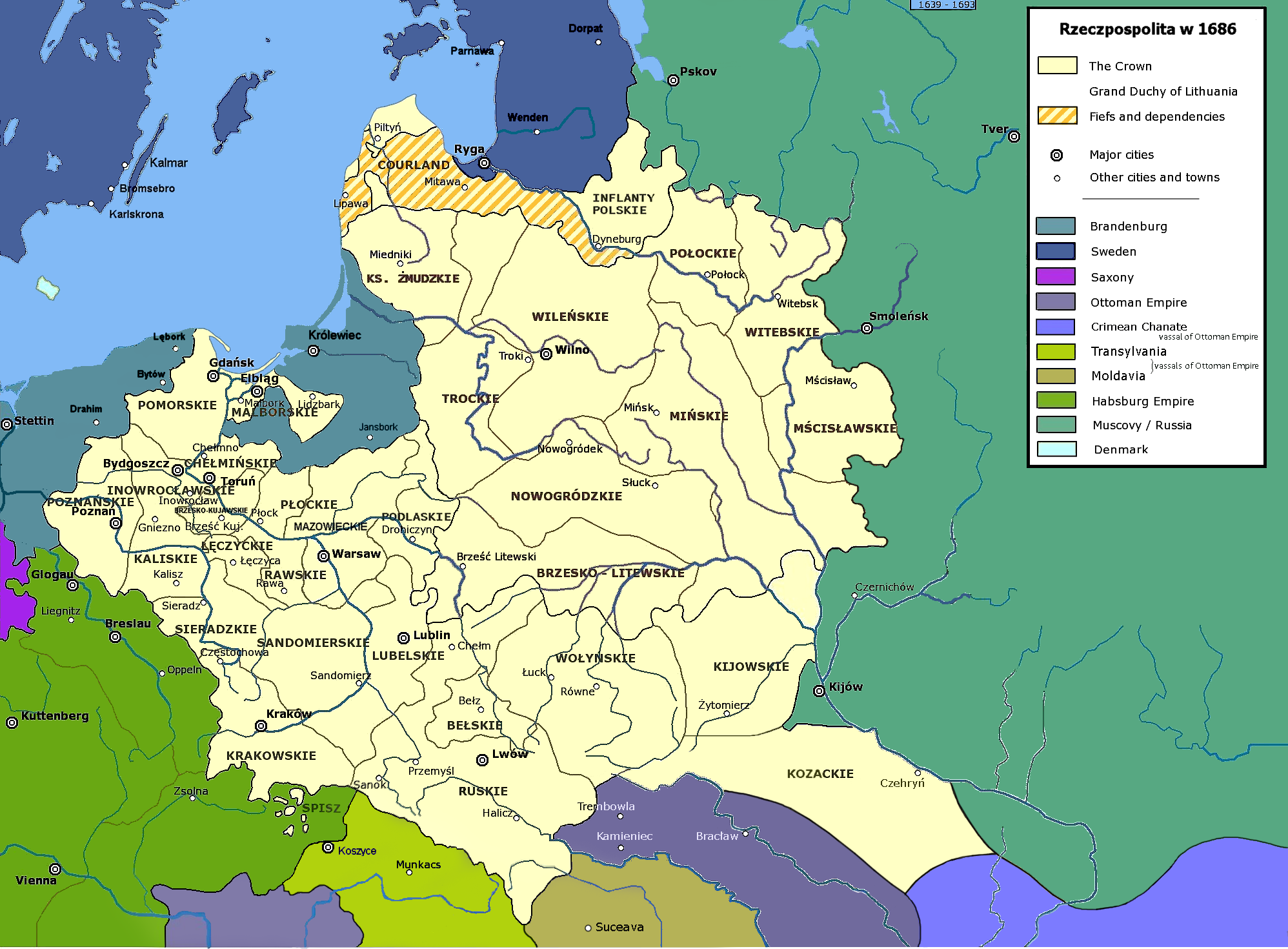
L'union de Pologne-Lituanie en 1686

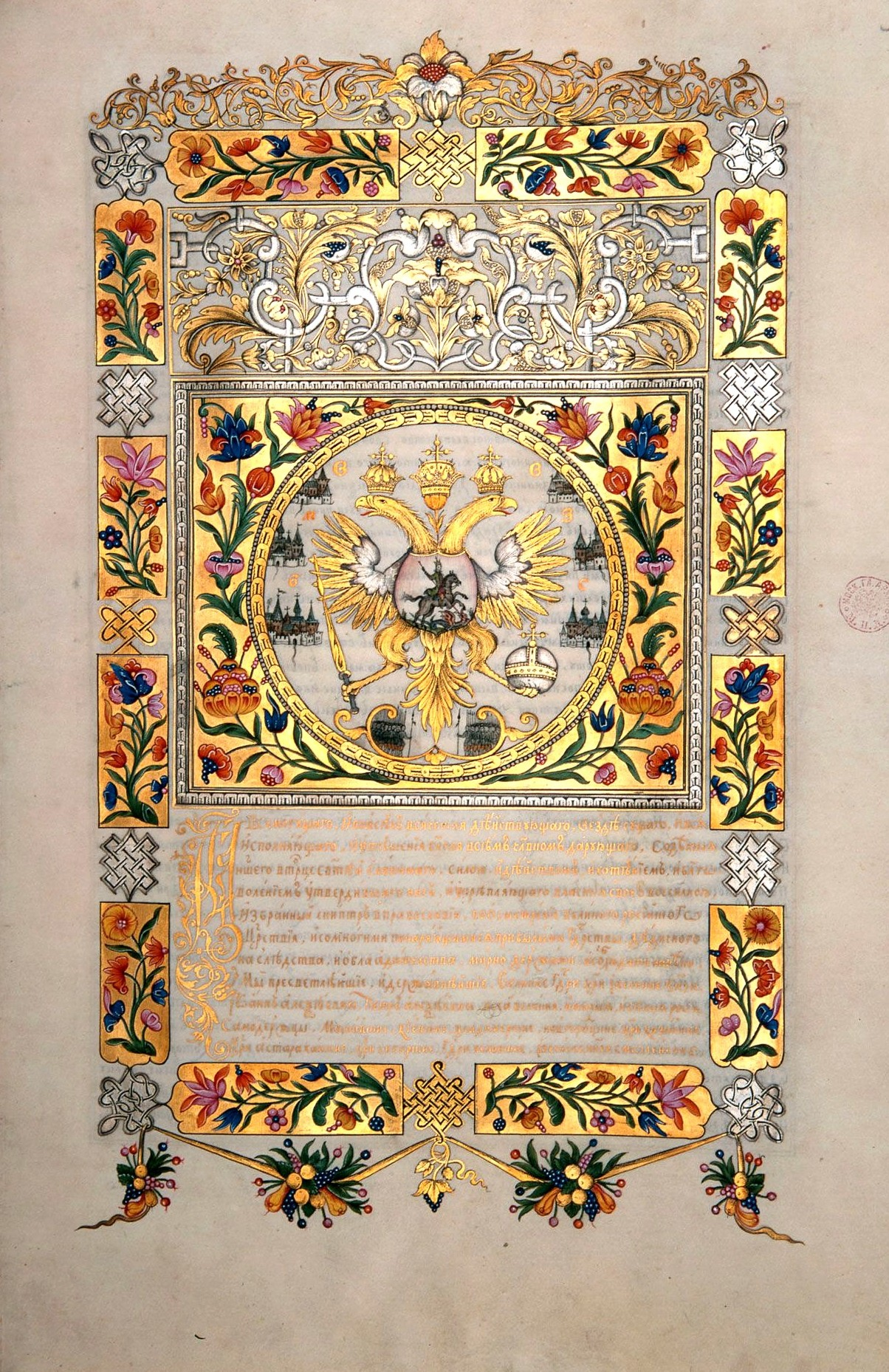
Vue du document original du traité de paix

Le traité de Paix éternelle de 1686 (en polonais : Pokój wieczysty ou Pokój Grzymułtowskiego ; en russe : Вечный мир, Vetchny mir ; en lituanien : Amžinoji Taika) est un traité de paix entre le tsarat de Russie et la république des Deux Nations (union de Pologne-Lituanie). Il fut signé le 6 mai 1686, à Moscou, pour l'union de Pologne-Lituanie par le voïvode de Poznań, Krzysztof Grzymułtowski, et le chancelier (kanclerz en lituanien) de Lituanie, Marcjan Ogiński (en), et pour la Russie par le prince (knyaz en russe) Vassili Golitsyne. Il confirma le précédent traité, la trêve d'Androussovo de 1667.
Il est constitué d'un préambule et de trente-trois articles. Le traité assure à la Russie, alors dirigée par la régente Sophie, la possession de l'Ukraine de la rive gauche, les territoires de Zaporojie, Seversk, les villes de Tchernigov, Starodoub, Smolensk et leurs périphéries, tandis que la Pologne conserve l'Ukraine de la rive droite.
Les deux parties acceptent de ne pas signer de traité séparé contre le Sultan turc. En signant ce traité, la Russie devient un membre de la coalition de la grande guerre turque qui rassemble la Pologne, le Saint-Empire et Venise. La Russie organise une expédition militaire contre le khanat de Crimée. Ce traité est un succès de la diplomatie russe. Il marque un tournant dans les relations russo-polonaises et joue une partie importante de la lutte de l'Europe orientale contre l'agression tatare. Plus tard, il favorisa la lutte des Russes contre la Suède pour un accès à la mer.
La cession des territoires polonais à la Russie n'a été reconnue par la Diète qu'en 1764.